# Stenhelia bifida
Stenhelia bifida är en kräftdjursart som beskrevs av Coull 1976. Stenhelia bifida ingår i släktet Stenhelia och familjen Diosaccidae. Inga underarter finns listade i Catalogue of Life.